# Bruno Detassis
Bruno Detassis (Trento, 24 giugno 1910 – Madonna di Campiglio, 8 maggio 2008) è stato un alpinista italiano.
Autore di oltre 200 vie nuove, guida, gestore del rifugio Brentei per decenni, il suo nome è legato soprattutto alle Dolomiti di Brenta.

## Biografia
Nato da famiglia operaia, giovanissimo lavora come apprendista e frequenta le scuole serali. A 16 anni sale la via normale della Paganella da capocordata e a 18 anni scala per la prima volta il Campanile Basso. Sceglie di dedicarsi completamente alla montagna: nel 1935 supera gli esami di guida alpina e nel 1936 quelli di maestro di sci. Diventa istruttore di alpinismo presso la Scuola Militare Alpina di Aosta. A Sestriere è maestro di sci di membri di Casa Savoia e della famiglia Agnelli e lì conosce Nella Cristian, triestina, la prima maestra di sci italiana: si sposano nel 1939 e si trasferiscono a Madonna di Campiglio. Nel 1943 Detassis, in servizio militare a Merano, viene fatto prigioniero dai tedeschi e deportato in Germania nel lager di Oerbke, dal quale lo liberano gli americani nell'aprile del 1945. Torna nel Brenta. Dopo un'esperienza al rifugio XII Apostoli, nel 1949 gli viene affidato in gestione il rifugio Brentei: lo gestirà per decenni, con la moglie e poi con i figli Jalla e Claudio, conquistandosi per la sua competenza e la sua sempre attenta presenza l'appellativo di Custode del Brenta. Bruno Detassis è morto l'8 maggio 2008 a Madonna di Campiglio, all'età di 97 anni.
L'importanza e il carisma di Bruno Detassis nel panorama alpinistico italiano del '900 dipendono dal prestigioso curriculum alpinistico (vedi sotto), ma anche dalla sua profonda umanità. Detassis non ha mai utilizzato i toni e gli atteggiamenti eroici, peraltro assai diffusi negli anni delle sue principali realizzazioni. Ha anzi sempre dato mostra di misura, di buon senso, di rispetto per la montagna, per le persone e per la vita. Dal punto di vista alpinistico ha privilegiato l'eleganza delle linee di salita, la sicurezza e lo stile di arrampicata piuttosto che l'ideale dell'impresa, del rischio, della difficoltà fine a sé stessa. Nel 1957, partendo per il Cerro Torre come capo della spedizione trentina, si impegnò a "Far tut quel che podem!", per poi prender atto sul posto della difficoltà dell'impresa e decretare: "Il Torre è una montagna impossibile, ed io non voglio mettere a repentaglio la vita di nessuno. Pertanto, nella mia qualità di capo spedizione, vi proibisco di attaccare il Torre".

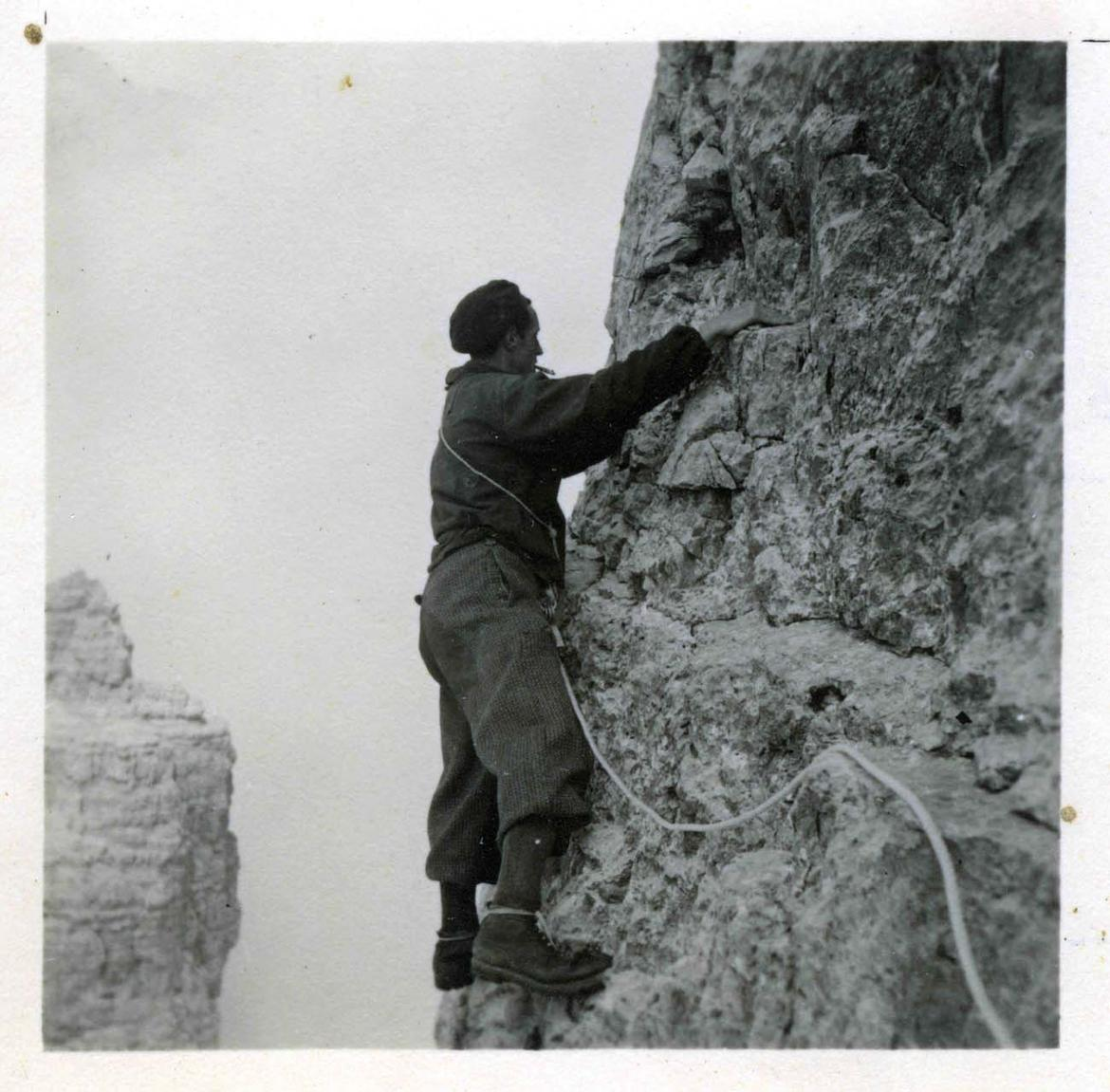
Detassis sul Brenta, negli anni '30

## Attività alpinistica
Detassis aprì in Dolomiti oltre 200 vie, più di 70 delle quali nel gruppo di Brenta. Le principali per eleganza, difficoltà o per numero di ripetizioni sono:
- Pala del Rifugio (Pale di San Martino), spigolo nord-ovest, con Ettore Castiglioni, 18 luglio 1934
- Sass Maor (Pale di San Martino), spigolo sud, con Ettore Castiglioni, 26 luglio 1934
- Brenta Alta, parete nord-est, via Trento, con Ulisse Battistata ed Enrico Giordani, 14-15 agosto 1934
- Crozzon di Brenta, parete est-nord-est, via delle Guide, con Enrico Giordani, 2 agosto 1935
- Croz dell'Altissimo, parete sud-ovest alla cima nord-ovest, con Enrico Giordani, 30 luglio 1936
- Cima Tosa, parete est, pilastro di destra, con Giorgio Graffer, 13 agosto 1937
- Piccolo Dain (valle del Sarca), parete sud-est, via Canna d'Organo, con Rizieri Costazza, 21-22 settembre 1938

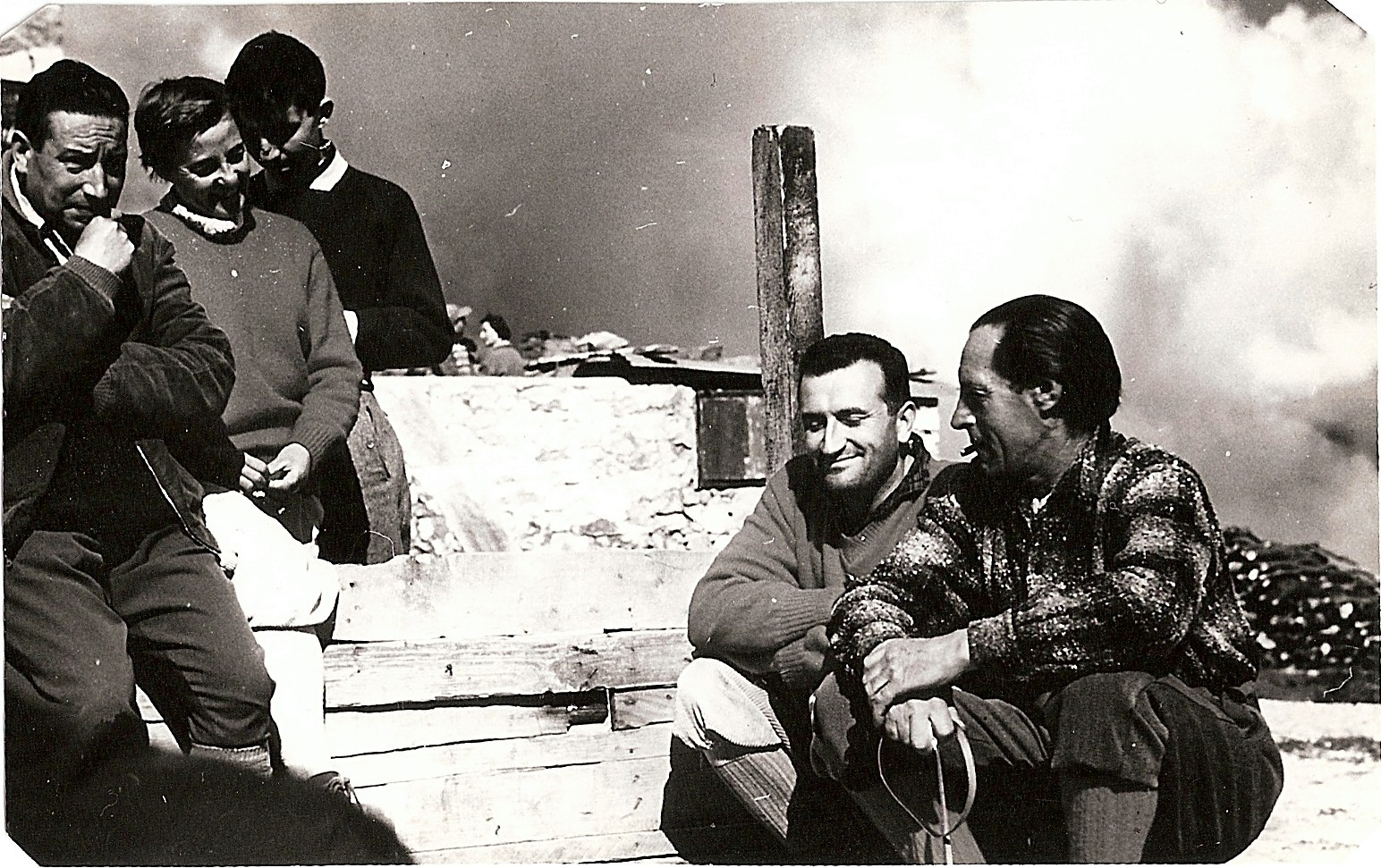
Bruno Detassis con Georges (al centro) e Sonia Livanos (sulla sinistra) al Brenta nel 1959

Tra il 10 marzo e il 18 maggio 1956, col fratello Catullo, Angelo Righini e Fortunato Donini, compì la traversata integrale delle Alpi con gli sci, mai effettuata in precedenza.
In realtà la prima traversata scialpinistica delle Alpi è stata effettuata da Walter Bonatti e dall'allora capitano Lorenzo Longo (partenza da Tarvisio il 14 marzo e arrivo al Col di Nava il 18 maggio). L'impresa sulle Alpi effettuata da Bonatti e Longo è stata riconosciuta come la prima nella storia dell'alpinismo dalla FISI - Federazione Italiana Sport Invernali.
Tra il dicembre 1957 e 1958 Bruno Detassis fu capospedizione della prima spedizione trentina in Patagonia, con Marino Stenico, Catullo Detassis, Cesare Maestri, Luciano Eccher, Cesarino Fava e Tito Lucchini.
In qualità di guida alpina operò principalmente in Dolomiti e, ovviamente, nel Brenta, ma anche sul Monte Bianco e sul Rosa, nel Delfinato, nelle Piccole Dolomiti, in Grigna. Compì innumerevoli interventi di soccorso. Come professionista della montagna attento alle esigenze di tutti i frequentatori, fu tra gli ideatori e i realizzatori della Via delle Bocchette.